# Isla Church

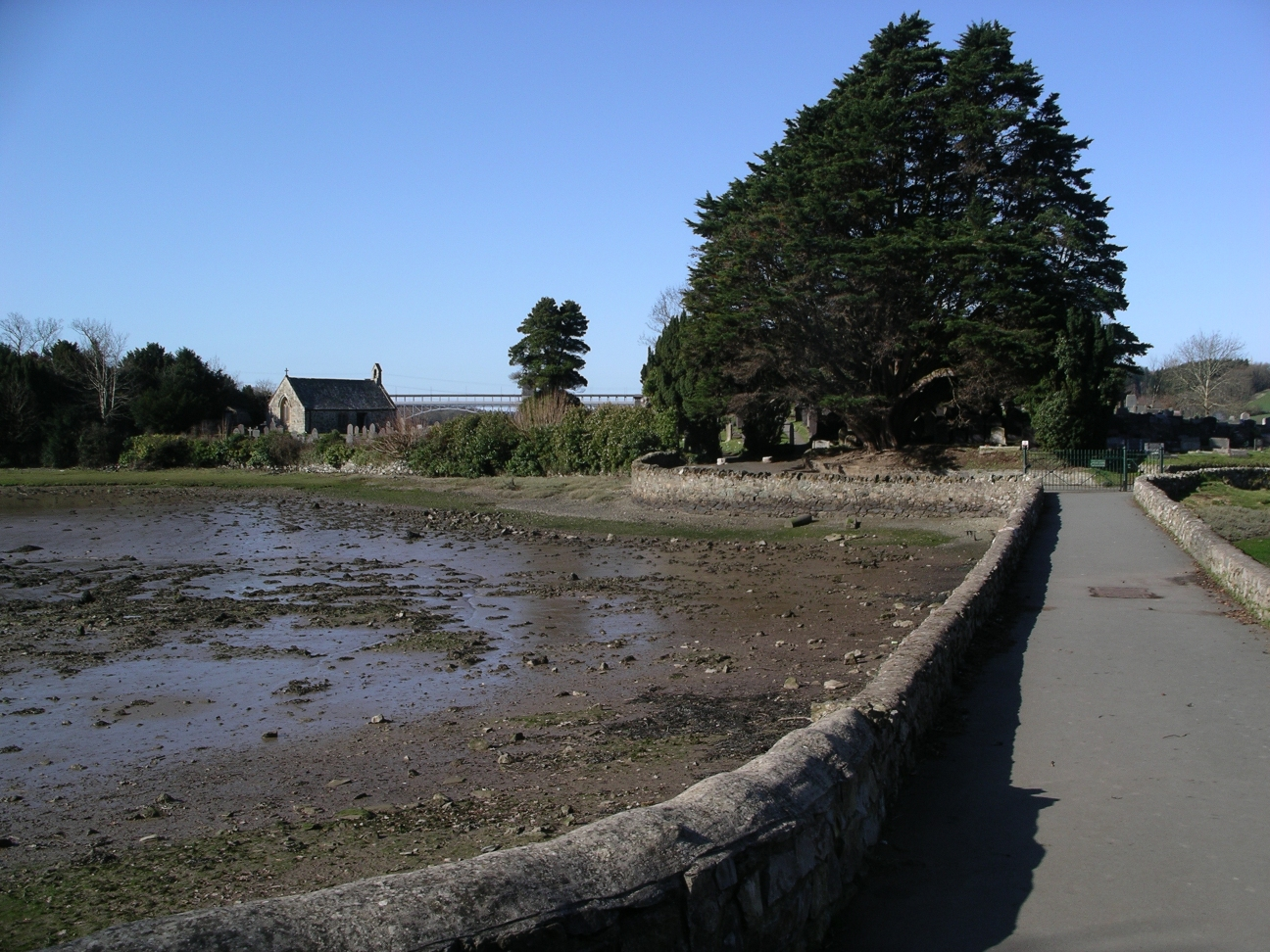
Isla Church y la calzada.

La isla Church (en galés: Ynys Tysilio) es una pequeña isla en el estrecho de Menai en la costa de Anglesey, con la que está conectada por una calzada a la cual se accede sólo a pie desde el Paseo Belga. Sus aprox. 11.000 m² están ocupados por la antigua iglesia de San Tysilio y el camposanto. El Sendero Marítimo de Anglesey pasa por la parte principal de la calzada.
E el punto más alto de la pequeña isla hay un monumento conmemorativo a los hombres del lugar que muriern durante las guerras mundiales. Éste es también el mejor lugar en la isla para observar el Estrecho de Menai y los dos puentes que lo cruzan.
En 2002 criaron garcetas comunes en Gales por primera vez en un pequeño islote frente a la isla Church.